# Kallima bangkaiensis
Kallima bangkaiensis är en fjärilsart som beskrevs av Hans Fruhstorfer 1913. Kallima bangkaiensis ingår i släktet Kallima och familjen praktfjärilar. Inga underarter finns listade i Catalogue of Life.